# Preprint

Pracovní postup při vědeckém publikování: preprint-postprint-publikace

Preprint (též pre-print) v akademické obci označuje článek, který ještě neprošel recenzním řízením, ale již byl nějakým způsobem zveřejněný. Preprint bývá verze nabídnutá k publikování (tedy k recenznímu řízení), ale také může být pouze návrhem článku (anglicky draft). „V elektronické podobě bývá spolu s postprintem označován souhrnným pojmem e-print.“

## Význam preprintů
Klasické recenzní řízení je velmi zdlouhavé a může obvykle trvat měsíce až roky, protože článek musí projít kritikou odborníků v oboru. Teprve po úspěšném recenzním řízení může být článek zveřejněn ve vědeckém časopise. Preprinty umožňují zveřejnění nových vědeckých poznatků urychlit. Vědci zveřejněním svých poznatků před recenzním řízením, nejenže dříve sdílejí své nové vědecké objevy, ale také dostanou mnohem rychlejší zpětnou vazbu od jejich čtenářů, čímž mohou lépe provést revizi své publikace a zvýšit prestiž, čtenost nebo citovanost své publikace.
Preprint může kdykoliv zveřejnit sám autor, neboť je stále držitelem autorských práv a neporušuje tím zákon. Zatímco u postprintu podmínky zveřejnění a archivace ošetřuje smlouva s vydavatelem.
Velký význam má preprint v konceptu otevřeného přístupu (Open Access), jehož je základním stavebním kamenem.

## Rozšíření preprintů
Jeden z prvních elektronických repositářů pro ukládání a sdílení preprintů byl vytvořen v 90. letech fyziky a nese název arXiv.org. Právě fyzikové se zasloužili o rozšíření a intenzivnější používání preprintů ve vědeckých kruzích. Fyzikové mezi sebou začali šířit preprinty, ještě před příchodem elektronických textů a archivů.